# François Charles Octave Martenot de Cordoue
Pour les articles homonymes, voir Martenot.
François Charles Octave Martenot de Cordoue est un général français né le 10 juillet 1813 à Mézières, dans les Ardennes, et mort le 25 juillet 1868 à Colmar (Haut-Rhin). Il combat à Isly et sous son commandement, la légion étrangère ajoute à son drapeau les batailles de Sébastopol et Malakoff.

## Biographie

### Origines
Il est le fils aîné du colonel-baron du Premier Empire François Martenot de Cordoux et de son épouse Appoline née Chadelas de Vaubuin. Il a trois frères Charles Edmond Martenot de Chadelas de Cordoux général du Second Empire,
Eugène Martenot de Cordoue médecin militaire et Louis Albert Martenot de Cordoux aussi militaire.

### Formation militaire
Il entre à l'école de la Flèche à l'âge de neuf ans puis, à 18 ans rejoint le 1er décembre 1830 l'école spéciale militaire  de Saint-Cyr . Il y est de 1830 à 1832 élève de la 13e promotion, la promotion du Firmament.

### Carrière militaire

#### Sous la Monarchie de Juillet
Nommé sous-lieutenant au 58e régiment de ligne, il rejoint à l'automne 1832 son régiment en Belgique et participe au siège d'Anvers du 17 novembre au 1er janvier 1833. Les hommes du 58e de Ligne étaient en permanence en première ligne à creuser les tranchées sous le feu de l'ennemi.
Il passe ensuite au 3e régiment d'infanterie légère en 1834 et y sera nommé lieutenant en 1838.
Il s'illustre durant la conquête de l'Algérie de 1839 à 1847 dans la province d'Alger. Il participa à un grand nombre d'expéditions dont la reconnaissance de Teniet-ben-Aicha à l'Isser qu'il commande et se distingue à la bataille d'Isly. Il y gagne ses galons de capitaine en 1842 et la Légion d'Honneur en 1846.

#### Sous la Deuxième République
Venu à l'armée des Alpes en 1849, il est nommé chef de bataillon du 23e régiment d'infanterie légère au tour du choix le 17 octobre 1851.

#### Sous le Second Empire
Il participe à la guerre de Crimée de 1854 à 1855 au sein de l'armée d'Orient. Il prend part à la Bataille d'Inkerman le 8 novembre 1854. Il est confirmé officier de la Légion d'Honneur le 28 décembre 1854 pour Faits de Guerre,. Lors du siège de Sébastopol, il se trouve aux combats de nuit du 22 janvier, du 11 et du 13 avril. Il obtient ses épaulettes de lieutenant-colonel le 14 mars 1855. Lors de l'assaut du 15 avril, qui sera appelé "nuit des entonnoirs", le tout récent lieutenant-colonel Martenot de Cordoue dirige l'aile gauche de l'attaque contre la batterie Russe . Durant l'assaut de la nuit du 1 au 2 mai 1855, le colonel colonel Vienot trouve la mort à ses côtés, Charles-Octave Martenot de Cordoue prend donc le commandement du 1er régiment étranger et mène l'assaut qui verra 14 des 18 officiers du régiment tués. Pour cette action d'éclat, il sera cité dans l'ordre général de l'armée no 206,,. Les 22 et 23 mai il conduit ses compagnies d'élites à prendre et à reprendre de nouveaux retranchements face à douze bataillons russes. Après la chute de Sébastopol, il est honorablement cité dans le rapport du général Pélissier sur la bataille de Malakoff,,. La bataille de Malakoff et la prise de Sébastopol seront ajoutées au drapeau du 1er régiment étranger. Il est promu au grade de colonel du 1er étranger par décret impérial du 22 septembre 1855,. Il est fait chevalier de l'ordre du Bain en 1856 de la main même de la Reine d'Angleterre Victoria.
De retour en France, il prend le commandement du 97e régiment d'infanterie de ligne en avril 1856. Il épouse en 1858 Gabrielle de Faultrier qui lui donne trois enfants. Pour sa belle conduite durant la campagne d'Italie, il est promu commandeur de la Légion d'Honneur le 7 août 1859 et chevalier de l'ordre des Saints-Maurice-et-Lazare d'Italie.
Il s'ensuit une période de garnison, au cours de laquelle il sera amené à des activités de bienfaisance (dotations pour des enfants de militaires), des activités militaires et des activités dans les tribunaux militaires,. En décembre 1861, il fait partie de la 2e brigade (général Gault) de l'Armée de Paris commandée par le général Vinoy.
Il est promu général de brigade le 12 août 1864 au camp de Châlons. En septembre, il est nommé commandant de la subdivision des Vosges dans la 5e division militaire. Ce sera lors de ce commandement qu'il accueillera le 19 juillet 1865, l'Empereur Napoléon III lorsqu'il vint aux Bains à Plombières. Le soir, l'Empereur invita le préfet et le général Martenot de Cordoue à diner en leur réservant les places d'honneurs. Il restera commandant de cette subdivision jusqu'en avril 1867. À ce moment-là, il prend le commandement de la 2e brigade de la division active d'infanterie et aussi la subdivision du Haut-Rhin où il meurt en activité de service d'un double AVC.

## Postérité
Il est inhumé au cimetière Ladhof de Colmar,. Restaurée en 2013 par le Souvenir français en 2013, sa tombe a été le lieu d'une cérémonie hommage le jeudi 20 février 2014.

### Descendance
De son mariage avec Gabrielle de Faultrier, le général François Charles Octave Martenot de Cordoue a trois enfants : Marie (1858-1943), Maurice François Octave (1860-?) et Charles Gabriel Elisabeth (1864-1925) qui sera Lieutenant-colonel du 4e régiment de Cuirassiers et officier de la Légion d'Honneur,.

## Décorations
- : Commandeur de la Légion d'honneur le 7 août 1859
  - Officier le 28 décembre 1854 ;
  - Chevalier en 1846.
- : Chevalier de l'ordre du Bain en 1856.
- : Chevalier de l'ordre des Saints-Maurice-et-Lazare.
- : Médaille de la valeur militaire (Sardaigne).
- : Médaille commémorative de Crimée (Royaume-Uni).

### Biographies (sources secondaires)
- Albert Albrier, Le colonel baron Martenot de Cordoux., Dijon, Imprimerie Rabutot, 1867, 40 p. (lire en ligne).
- « Biographie de François-Charles-Octave MARTENOT DE CORDOUE », ecole superieure de guerre, Ecole Supérieure de Guerre,‎ 2018. (biographie+Portrait+dossier militaire)
- Théophile Lamathière (de), Panthéon de la Légion d'honneur., vol. 2, Paris, E. Dentu, 1875, 552 p. (lire en ligne)

### Articles centrés ou ouvrages avec notices biographiques (sources secondaires)
- FSALE, « MEMOIRE : Hommage au général Martenot de Cordoue », sur legionetrangere.fr, FSALE - Fédération des Sociétés d'Anciens de la Légion Étrangère, 27 avril 2014 (consulté le 25 décembre 2020)
- « Restauration de la tombe du général Martenot de Cordoue », Dernières Nouvelles d'Alsace (DNA),‎ 31 octobre 2013 (lire en ligne)
- « Hommage au général Martenot de Cordoue », Dernières Nouvelles d'Alsace (DNA),‎ 25 février 2014 (lire en ligne)
- Des Mazis, Rollet et Bigourdat, Historique du 97è Régiment d'Infanterie, Chambéry, Imprimerie Nouvelle, 1904, 204 p. (lire en ligne)(notice biographique + citations)
- « Tribunal Correctionnel. Un héros perdu. », Le Pays,‎ 28 septembre 1862, p. 4 (lire en ligne, consulté le 20 avril 2021)
- La Bourgogne : Revue Provinciale, Dijon, Albert Albrier, 1868, 204 p. (lire en ligne), « Nécrologie »(notice biographique pages 281-282)

### Journaux, Citations, Livres, Dossiers (sources primaires et secondaires)
La liste ci-dessous mentionne le Général Martenot de Cordoux ou cite ses actions en le mentionnant expressément
- Léon Guérin, Histoire de la dernière guerre de Russie: 1853-56, vol. 2 (lire en ligne)
- Jean Balazuc, « 1855: Prise de Sébastopol. Fin de la Guerre de Crimée », sur legionetrangere.fr, 2 mai 2020
- Louis De La Roque, Le Bulletin héraldique de France ou Revue Historique de la Noblesse, vol. 9, Paris, Administration du Bulletin Héraldique de France, 1890 (lire en ligne), p. 48
- « Le cimetière du Ladhof de Colmar », sur lieux-insolites.fr, 6 février 2016
- Nicolas Pinot, « série d’été - Lieux insolites Bartholdi à ciel ouvert », Dernières Nouvelles d'Alsace (DNA),‎ 4 septembre 2018 (lire en ligne)
- « Prise de Sébastopol-Deuxième rapport de M. le maréchal Pélissier », La Presse, Paris,‎ 26 septembre 1855
- Paul Adolphe Grisot et Ernest Auguste Ferdinand Coulombon, La légion étrangère de 1831 à 1887, Paris, Librairie Militaire Berger-Levrault et Cie, 1888 (lire en ligne)
- J. Dumaine, Journal Militaire Officiel - Bulletin des Nominations et Promotions - Année 1855, Paris, Librairie Militaire, 1855
- A. Egal, Annuaire administratif des Vosges pour 1867, Epinal, 1867, 287 p. (lire en ligne)
- Bulletin des Lois de l'Empire Français, Paris, Imprimerie Impériale, juillet 1855, « n°2985 Décret impérial (contre-signé par le ministre de la Guerre) qui confirme les grades auxquels ils ont été nommés, à titre provisoire, dans l'ordre impérial de la Légion d'honneur... pour Faits de Guerre »
- Henry Tyrrell, The History of the present War with Russia, 1855, 380 p.
- Dossier militaire SHD 8YD3615
- « Prise de Sébastopol-Deuxième rapport de M. le maréchal Pélissier », La Presse, Paris,‎ 26 septembre 1855
- « Echos », Le Petit Journal, vol. 54è année, no 19524,‎ 10 juin 1916, p. 4 (lire en ligne)《qui a donné à l'armée française des serviteurs du plus haut mérite》sur la famille du caporal Martenot de Cordoux en citant F.C.O. Martenot de Cordoux
- « Promotions et décès dans l'armée en 1868 », La Presse, Paris,‎ 31 décembre 1868
- « Nouvelles Diverses. Paris, 24 juillet. », Le Constitutionnel, vol. 50è année, no 206,‎ 25 juillet 1865, p. 4 (lire en ligne, consulté le 20 avril 2021) (Réception de l'Empereur Napoléon III par le général Martenot de Cordoux)
- « Nouvelles diverses. Paris, 25 janvier », Le Constitutionnel, Paris, vol. 47è année, no 24,‎ 24 janvier 1862, p. 4 (lire en ligne)
- Richemont (de), Siège de la citadelle d'Anvers, par l'armée française, sous les ordres du maréchal comte Gérard, 1833, 291 p.
- Georges Mourain de Sourdeval, Histoire du 5e bataillon de chasseurs à pied, Dijon, Réunion des officiers (France), 1876, 316 p.
- Joseph Edouard Lamotte-Rouge (de), Souvenirs et campagnes (1804-1883), vol. 2, Nantes, 1888-1889, 624 p.
- « dossier LH/1755/5 », sur Base Léonore, Archives Nationales (consulté le 25 avril 2021)

### Publication de FCO Martenot de Cordoue
- François Charles Octave Martenot de Cordoux (capitaine du 3è léger), Reconnaissance de Teniet-ben-Aicha à l'Isser, 14 juin 1845, 10 + carte (lire en ligne)